# E. Donnall Thomas
Dr. Edward Donnall (Don) Thomas (15 tháng 3 năm 1920  – 20 tháng 10 năm 2012) là một bác sĩ người Mỹ đã đoạt Giải Nobel Sinh lý và Y khoa năm 1990 chung với Joseph E. Murray

## Cuộc đời và Sự nghiệp
Thomas sinh tại Waco, Texas. Sau khi tốt nghiệp trung học, ông theo học hóa học và kỹ thuật hóa học ở trường Đại học Texas tại Austin. Ông đậu bằng cử nhân năm 1941 và bằng thạc sĩ năm 1943. Cùng năm, ông vào học "Trường Y học" Đại học Harvard và đậu bằng tiến sĩ y khoa năm 1946. Ông đã làm nghiên cứu sinh sau tiến sĩ ở Học viện Công nghệ Massachusetts một năm rồi làm bác sĩ nội trú 2 năm ở "Bệnh viện Peter Bent Brigham" tại Boston.
Chính trong thời gian học y học ở Harvard, ông đã quan tâm nghiên cứu việc cấy ghép tế bào gốc tạo huyết (thường gọi là cấy ghép tủy xương) để chữa trị chứng bệnh ung thư bạch cầu.
Năm 1955, theo lời mời của tiến sĩ Joseph Ferrebee, Thomas sang làm việc ở "Bệnh viện Mary Imogene Basset" tại Cooperstown, New York, trực thuộc Đại học Columbia. Tại đây họ lập tức bắt đầu thực hiện việc cấy ghép tủy xương cho các bệnh nhân và cho chó, một động vật thích hợp cho chăm sóc lâm sàng tương tự như người.
Hiện nay ông là giáo sư danh dự (professor emeritus) ở Đại học Washington, và giám đốc danh dự của Phân ban nghiên cứu lâm sàng ở Trung tâm nghiên cứu Ung thư Fred Hutchinson. 

## Đời tư
Khi còn là sinh viên chưa tốt nghiệp, Thomas đã gặp và kết hôn với Dorothy (Dottie) Martin – lúc đó đang học ngành báo chí. Sau khi kết hôn Dottie bỏ học nghề báo và học làm kỹ thuật viên phòng thí nghiệm để trợ giúp chồng trong việc nghiên cứu, từ đó hai vợ chồng làm việc mật thiết với nhau. Họ có ba người con.

## Giải thưởng
- Giải Kettering năm 1981
- Giải Nobel Sinh lý và Y khoa năm 1990 (chung với Joseph E. Murray) "cho các khám phá của họ liên quan tới việc cấy ghép cơ quan và tế bào trong chữa bệnh"
- Giải quốc tế Quỹ Gairdner năm 1990
- Giải thưởng Nhà nước về Khoa học, Hoa Kỳ năm 1990.